# Transportstyrelsen
Transportstyrelsen, het Zweedse transportagentschap, is een overheidsinstelling in Zweden belast met het registreren, reguleren en inspecteren van transportsystemen met betrekking tot de verkeersveiligheid voor het weg-, lucht-, zee- en spoorwegvervoer.
Het valt onder het Ministerie van Ondernemingen, Energie en Communicatie. De organisatie werd opgezet op 1 januari 2009 als fusie van verschillende overheidsagentschappen, waaronder de Luftfartsverket. Het hoofdkwartier van de organisatie bevindt zich in Norrköping. 